# Francisco Macedo
Francisco Macedo é um município brasileiro do estado do Piauí. Localiza-se a uma latitude 07º19'50" sul e a uma longitude 40º47'18" oeste, estando a uma altitude de 360 metros. Sua população estimada em 2004 era de 2.450 habitantes.

## História
Francisco Macedo teve origem com a chegada da família do Sr. Joaquim Antão de Carvalho, neto da Sra. Bárbara de Alencar, que se instalou as margens do Rio Curimatá, onde criou a Fazenda Canabrava, nome este que perdurou por várias décadas, em 1958 foi elevado a categoria de Povoado por meio da Lei nº. 8.410. Só a partir do ano de 1995, através da Lei Estadual nº 4810, de 14-12-1995, desmembrado de Padre Marcos, quando então a antiga Canabrava deixou de fazer parte do município de Padre Marcos, tornando-se independente, passou a se chamar Francisco Macedo, nome dado em homenagem ao médico e ex-prefeito daquela cidade, Francisco Luís de Macedo.

## Economia
Em 2021, o PIB per capita era de R$ 10.211,77. Na comparação com outros municípios do estado, ficava nas posições 120 de 224 entre os municípios do estado e na 4835 de 5570 entre todos os municípios. Já o percentual de receitas externas em 2023 era de 95,02%, o que o colocava na posição 72 de 224 entre os municípios do estado e na 481 de 5570. Em 2023, o total de receitas realizadas foi de R$ 27.956.597,3 (x1000) e o total de despesas empenhadas foi de R$ 24.401.957,25 (x1000). Isso deixa o município nas posições 183 e 191 de 224 entre os municípios do estado e na 5031 e 5065 de 5570 entre todos os municípios, fonte: IBGE.

## Educação
Em 2010, a taxa de escolarização de 6 a 14 anos de idade era de 97,8%. Na comparação com outros municípios do estado, ficava na posição 108 de 224. Já na comparação com municípios de todo o país, ficava na posição 2411 de 5570. Em relação ao IDEB, no ano de 2023, o IDEB para os anos iniciais do ensino fundamental na rede pública era 5,3 e para os anos finais, de 4,7. Na comparação com outros municípios do estado, ficava nas posições 108 e 103 de 224. Já na comparação com municípios de todo o país, ficava nas posições 3751 e 2825 de 5570.